# Medianalter
Das Medianalter ist das mediane Lebensalter der Individuen einer Bevölkerung oder einer betrachteten Bevölkerungsgruppe. Es ist also jenes Lebensalter, das die beobachtete Gruppe in zwei Hälften teilt: Mindestens die Hälfte ihrer Mitglieder ist jünger und mindestens die Hälfte ist älter sind als das Medianalter. Es wird als Kennzahl benutzt, um die Alterung der Bevölkerung z. B. eines Staates zu beschreiben. Von dieser Kennzahl zu unterscheiden ist das Durchschnittsalter, welches das durchschnittliche Lebensalter eines definierten Personenkreises als arithmetisches Mittel des Alters aller Personen dieser Population zu einem bestimmten Zeitpunkt beschreibt.
Das Medianalter ist in der Regel nicht mit dem mittleren oder durchschnittlichen Lebensalter identisch. Beim durchschnittlichen Lebensalter handelt es sich um das arithmetische Mittel der in einer Stichprobe beobachteten Lebensalter. Das Medianalter verändert sich über die Zeit nicht so schnell wie das mittlere Lebensalter, sodass mittel- und langfristige Trends sichtbar werden.
Bei einer Familie, bestehend aus Vater (Alter: 37), Mutter (36) und Kind (2) ist das Medianalter der Familie 36 (2, 36, 37) und das Durchschnittsalter (arithmetisches Mittel) {\displaystyle (37+36+2)/3=25} Jahre.
Das Medianalter der Weltbevölkerung lag 2015 bei 29,9 Jahren.

## Einzelwerte
Das CIA Factbook nennt (alle Stand 2020, geschätzt):
- in Deutschland 47,8 Jahre (Frauen 49,1; Männer 46,5; nach Monaco 55,4 und Japan 48,6 dritthöchstes Medianalter eines Staates)
- in Österreich 44,5 Jahre (Frauen 45,8; Männer 43,1)
- in der Schweiz 42,7 Jahre (Frauen 43,7; Männer 41,7)
- in der Europäischen Union 44,0 Jahre (Frauen 45,5; Männer 42,6)
- in Russland 40,3 Jahre (Frauen 43,2; Männer 37,5)
- in den Vereinigten Staaten 38,5 Jahre (Frauen 39,8; Männer 37,2)
- in China 38,4 Jahre
- in Brasilien 33,2 Jahre
- in Indien 28,7 Jahre
- in Afghanistan 19,5 Jahre
- in Syrien 23,5 Jahre